# Escut de Vall de Cardós

Escut oficial de Vall de Cardós

L'escut oficial de Vall de Cardós té el següent blasonament:

## Descripció heràldica
Escut caironat: d'atzur, una vall d'argent sobremuntada d'un card de tres flors d'or. Per timbre, una corona mural de vila.

## Història
Va ser aprovat el 25 de setembre del 2001.
El card és un senyal parlant referit al nom d'aquest municipi format el 1971 amb la fusió de Ribera de Cardós (la capital) i Estaon. S'hi representa també la vall de Cardós.

## Escuts municipals anteriors
El municipi de Vall de Cardós es formà l'any 1972 per la unió dels antics municipis d'Estaon i Ribera de Cardós. Els escuts municipals anteriors a l'actualment vigent foren, per tant, els d'aquests dos municipis desapareguts: Estaon i Ribera de Cardós.